# Conservatoire à rayonnement régional de Montpellier
Pour les articles homonymes, voir Cité des arts.
Cité des Arts de Montpellier Méditerranée Métropole
 (août 2025).
Le conservatoire à rayonnement régional (CRR) de Montpellier, également dénommé Cité des Arts de Montpellier Méditerranée Métropole depuis 2021, est un établissement d'enseignement artistique agréé et contrôlé par l'État (direction générale de la Création artistique du ministère de la Culture) représenté par la direction régionale des Affaires culturelles, classé conservatoire à rayonnement régional et situé à Montpellier (Hérault, France). Il propose trois spécialités : musique, théâtre et danse.

## Histoire
Le conservatoire est créé en 1886.
Classé conservatoire national de région à partir de 1987, il devient conservatoire à rayonnement régional le 15 décembre 2006. Il est alors établi sur trois sites : place Sainte-Anne, rue Eugène Lisbonne, rue Lallemand et rue de Candolle.
En 2019, il obtient le label national « classes préparatoires » en musique et en 2020 en théâtre.
En 2021, le conservatoire adopte le nom « Cité des Arts » et déménage au 13, avenue du professeur Grasset, dans un tout nouveau bâtiment,.

### Directions successives
Le conservatoire a connu plusieurs directions depuis 1920. Maurice Le Boucher, Pierre Montpellier...
- Jean-Paul Baumgartner : 1972 à 1975
- Ronald Chalmé : 1975 à  1983
- Michel Debels : 1984 à 1991
- Michel Decoust : 1991 à 1994
- François Garcia : 1995 à 2000
- Alain Jacquon :  2000 à 2005
- Jean Dekyndt : 2005 à 2013
- Olivier Perin : 2013 à 2014
- Patrick Pouget : depuis 2015

## Enseignement
Le conservatoire accueille 2 013 élèves. C'est également un lieu de diffusion de la culture, proposant chaque année une programmation artistique.
Dans le domaine musical, le conservatoire délivre :
- des enseignements instrumentaux : cordes (violon, alto, violoncelle, contrebasse), bois (flûtes, hautbois, basson, saxophone, clarinette), cuivres (cor, trompette, trombone, tuba) et instruments polyphoniques (piano, guitare, harpe, orgue, percussions) ;
- des classes de chant et d'écriture ;
- des cours de composition de musique contemporaine ;
- des cours de musiques modales (musique ancienne, médiévale, indienne et orientale) ;
- des cours de musique à l'image (depuis 2021).

La danse classique, la danse contemporaine et depuis octobre 2016 la danse jazz font partie de l'offre chorégraphique du conservatoire.
L'enseignement initial et préparatoire de l'art dramatique est assuré intégralement.
| Discipline | 3e cycle amateur                    | 3e cycle spécialisé              |
| ---------- | ----------------------------------- | -------------------------------- |
| Musique    | Certificat d'études musicales       | Diplôme d'études musicales       |
| Danse      | Certificat d'études chorégraphiques | Diplôme d'études chorégraphiques |
| Théâtre    | Certificat d'études théâtrales      | Diplôme d'études théâtrales      |

N.B. : Le conservatoire de Montpellier possède aussi des classes préparatoires à l'enseignement supérieur (CPES) en musique et en théâtre. 
Le conservatoire, en partenariat avec le Ministère de l'Éducation nationale, s'inscrit dans un cycle de classes à horaires aménagés, de l'élémentaire à l'université. Les écoles primaires Daviller, Périclès, Senghor, Auguste-Comte et Gambetta, les collèges Clémence Royer, Françoise Combes, Jeu de mail ainsi que le lycée Clemenceau participent à ce programme,.
Le CRR prépare également, en partenariat avec le département musique - musicologie de l'université Paul-Valéry-Montpellier, à la licence de musicologie, mention musicien interprète et au master de musicologie, mention musicien interprète.

## Diffusion - Réseau - Nouveaux Publics
Un partenariat existe avec l'université Paul-Valéry-Montpellier et le centre international de musiques médiévales[évasif].
De nombreux lieux partenaires accueillent les master classes et concerts du CRR.
La Cité des Arts anime le réseau des écoles associées au conservatoire soit 21 écoles de musique de Montpellier et de la Métropole. 
La Cité des Arts œuvre en faveur de l'accueil de nouveaux publics et permet un accès adapté aux personnes en situations de handicap grâce à sa filière Handi'Arts. 